# Dzielnica VI Bronowice

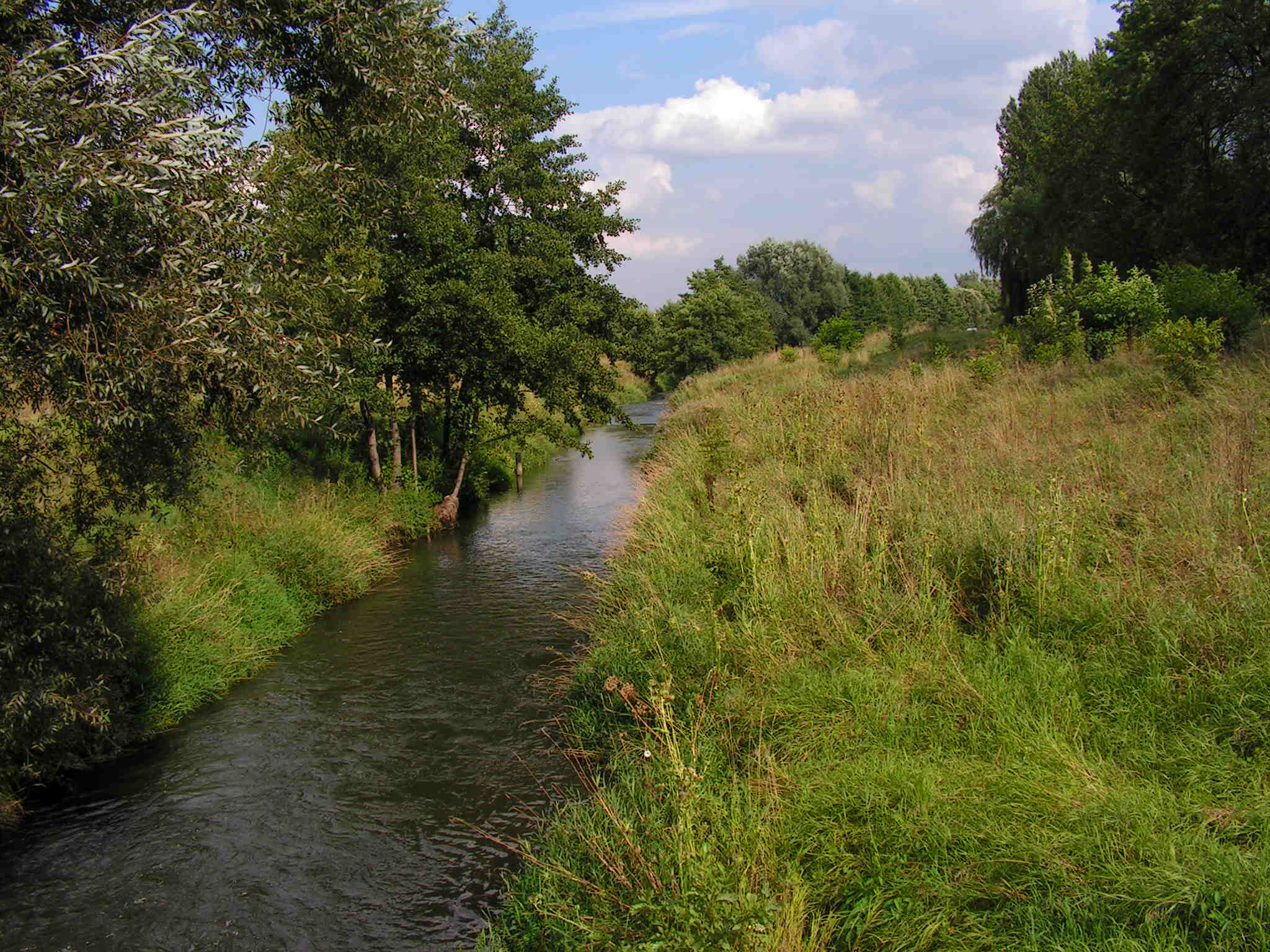
Rudawa

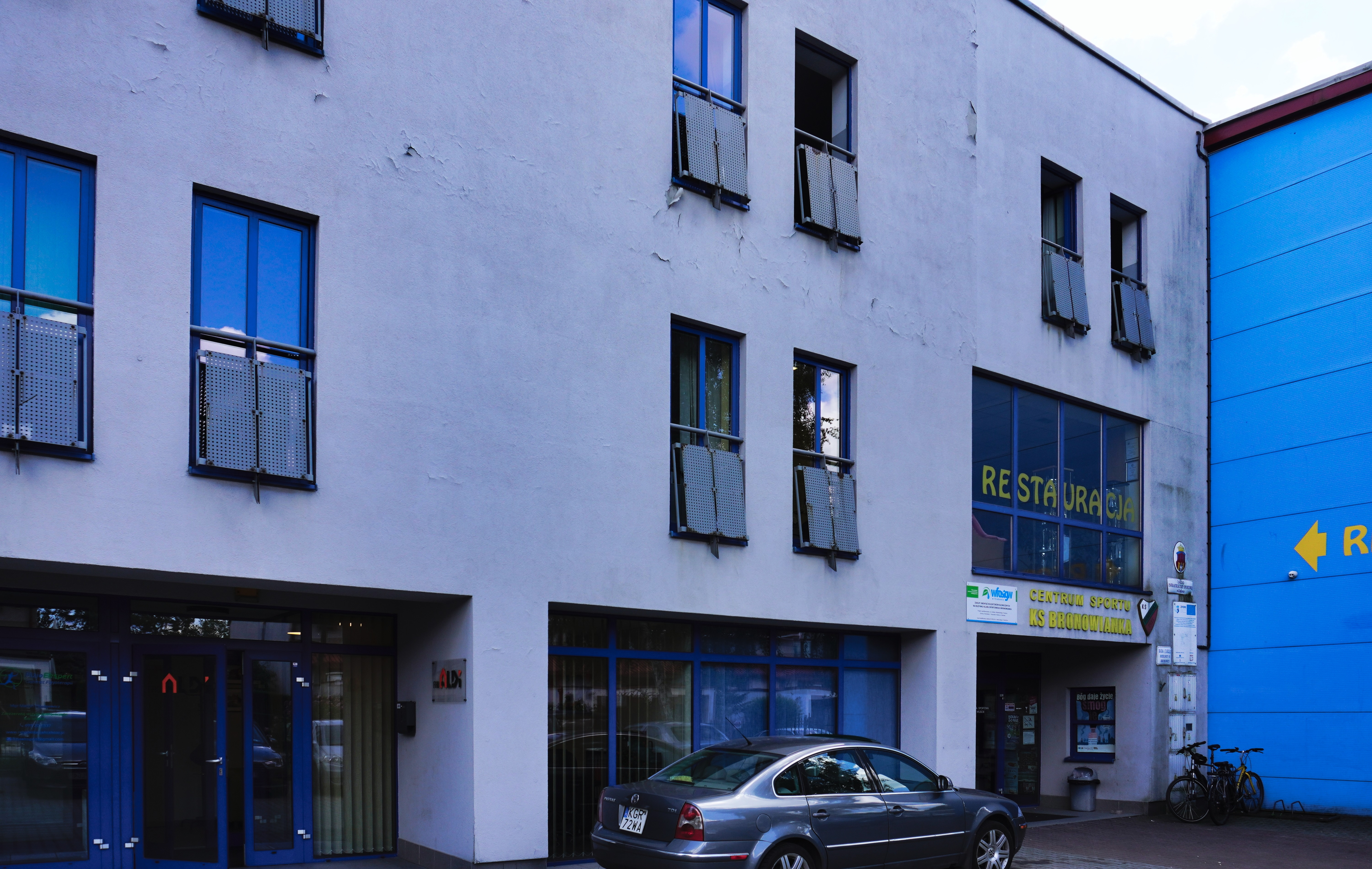
Budynek KS Bronowianka przy ul. Zarzecze 124A mieszczący m.in. siedzibę urzędu Dzielnicy VI Bronowice

Dzielnica VI Bronowice – dzielnica, jednostka pomocnicza gminy miejskiej Kraków. Nazwa pochodzi od wsi Bronowice Małe, która wchodzi w jej skład (Bronowice Wielkie wchodzą w skład dzielnicy Prądnik Biały). Do 1990 roku znajdowała się w wielkiej Krowodrzy. Przewodniczącym Rady i Zarządu Dzielnicy w IX kadencji (2023–2028) jest Adam Goch.

## Siedziba zarządu
ul. Zarzecze 124 A, 30-134 Kraków

## Demografia
| Rok  | Stan na koniec roku | Uwagi              |
| ---- | ------------------- | ------------------ |
| 2004 | 22.352              |                    |
| 2005 | 22.470              |                    |
| 2006 | 22.374              |                    |
| 2007 | 22.428              |                    |
| 2008 | b/d                 |                    |
| 2009 | 22.519              |                    |
| 2010 | b/d                 |                    |
| 2011 | 22.719              |                    |
| 2012 | 23.138              | stan na 21.02.2012 |
| 2013 | 23.176              | stan na 14.05.2013 |
| 2013 | 23.225              |                    |
| 2014 | 23.465              |                    |
| 2015 | 23.568              |                    |
| 2016 | 23.594              |                    |
| 2018 | 23.630              | stan na 06.01.2018 |
| 2018 | 23.678              |                    |
| 2019 | 23.931              |                    |
| 2020 | 24.014              |                    |
| 2021 | 24.218              |                    |
| 2022 | 24.213              |                    |
| 2023 | 24.344              |                    |

## Osiedla i zwyczajowe jednostki urbanistyczne
- Bronowice Małe
- Mydlniki
- Osiedle Bronowice Nowe (Osiedle Widok)
- Osiedle Widok Zarzecze
- Bronowice Małe Wschód (nazwa zwyczajowa używana przez część mieszkańców; inne nazwy: Osiedle Bronowickie, Osiedle Rydla) - w skład osiedla zalicza się również zachodnią część historycznego Łobzowa, obecnie przyłączoną do dzielnicy Bronowice[4]

## Placówki oświatowe na terenie Bronowic

### Przedszkola
- Przedszkole Nr 38, ul. Jabłonkowska 39
- Przedszkole Nr 77, ul. Jadwigi z Łobzowa 30
- Przedszkole Nr 82, ul. Głowackiego 2
- Przedszkole Nr 137, ul. Na Błonie 15c
- Przedszkole niepubliczne Gwiazdeczka, ul. Katowicka
- Przedszkole niepubliczne Gwiazdeczka – Leśny Domek, ul. Tetmajera 71

### Szkoły
- Szkoła Podstawowa Nr 93 im. Lucjana Rydla, ul. Szlachtowskiego 31
- Szkoła Podstawowa Nr 50 im. Włodzimierza Tetmajera, ul. Katowicka 28
- Szkoła Podstawowa Nr 138 im. Polskich Wojsk Lotniczych, ul. Wierzyńskiego 3
- Zespół Szkół Ogólnokształcących Nr 7, ul. Złoty Róg 30,
  - Szkoła Podstawowa Nr 35 im. Króla Jana III Sobieskiego
  - XVII Liceum Ogólnokształcące im. Młodej Polski
- Zespół Szkół Ogólnokształcących Nr 8,
  - Szkoła Podstawowa Nr 153 im. Ks. Prof. Józefa Tischnera, ul. Na Błonie 15d
  - XVIII Liceum Ogólnokształcące im. Prof. Akademii Krakowskiej św. Jana Kantego, ul. Na Błonie 15b

## Transport
Tramwaje:
- Pętla Bronowice[5]: linie 13, 14
- Pętla Bronowice Małe: linie 4, 8, 24, linia nocna: 64

Autobusy:
- Pętla Bronowice Małe: linie 120, 126, 164, 172, 200, 210, 218, 228, 230, 238, 248, 258, 268, 278, 288, 298, 572, linie nocne: 910, 918, 948
- Węzeł przesiadkowy Bronowice SKA: linie 120, 164, 172, 173, 199, 200, 210, 230, 238, 248, 258, 268, 278, 288, 310, 501, 511, 572, linie nocne: 601, 611, 910, 948
- Przystanek Wierzyńskiego (centrum Mydlnik): linie 164, 199, 218, 228, 298, linie nocne: 601, 918
- Pętla Mydlniki Wapiennik P+R: linie 164, 199 i linia nocna 601

Transport kolejowy:
- Kraków Bronowice - SKA1, SKA3
- Kraków Mydlniki - SKA3
- Kraków Mydlniki Wapiennik - SKA3
- Kraków Zakliki – SKA1
- Kraków Młynówka – SKA1

## Sport
Na terenie Dzielnicy VI działa Klub Sportowy „Bronowianka”, założony w 1935 roku. Jego siedziba znajduje się przy ulicy Zarzecze 124a.
Na terenie sąsiedniej Dzielnicy IV Prądnik Biały, w Bronowicach Wielkich ma siedzibę Bronowicki Klub Sportowy.

## Zabytki
- Tetmajerówka
- dwór Lucjana Rydla – Rydlówka
- pozostałości fortyfikacji Krakowa

## Granice
- Od strony zachodniej od przecięcia rzeki Rudawy z granicą m. Krakowa, dalej granicą m. Krakowa w kierunku północno-wschodnim do przecięcia z ul. Pasternik,
- z Dzielnicą IV graniczy na odcinku – od skrzyżowania granicy m. Krakowa z ul. Pasternik w kierunku na południowy wschód i północną stroną ulic: Pasternik, Radzikowskiego do Ronda Ofiar Katynia, jego zachodnią i południową stroną skręca na południe i biegnie wschodnią stroną ul. Armii Krajowej do przecięcia z linią kolejową Kraków – Katowice, dalej północną stroną linii kolejowej Kraków – Katowice w kierunku wschodnim do punktu linii kolejowej na wysokości ul. Głowackiego (ul. Głowackiego nie łączy się z linią kolejową),
- z Dzielnicą V graniczy na odcinku – od linii kolejowej Kraków – Katowice zachodnią stroną ul. Głowackiego, dalej zachodnią stroną ul. Piastowskiej do skrzyżowania z ul. Armii Krajowej, dalej skręca na zachód i północną stroną ulicy Armii Krajowej biegnie do skrzyżowania z kolektorem kanalizacyjnym, dalej skręca na południe i osią kolektora kanalizacyjnego biegnie do skrzyżowania z ul. Odlewniczą, dalej w kierunku południowym wschodnią stroną ul. Odlewniczej do ul. Hamernia, dalej ul. Hamernia do skrzyżowania przedłużenia ul. Strzelnica z rzeką Rudawą,
- z Dzielnicą VII graniczy na odcinku – od skrzyżowania rzeki Rudawy z przedłużeniem ul. Strzelnica w kierunku zachodnim środkiem rzeki Rudawy do skrzyżowania z granicą m. Krakowa od strony zachodniej.

## Inwestycje na terenie dzielnicy
- Salwator Tower przy ul. Gabrieli Zapolskiej
- Salwator City przy ul. Stańczyka
- Biurowce klasy A przy ul. Armii Krajowej